# Eduard Munninger
Eduard Munninger (* 8. Dezember 1901 in Gallspach; † 12. Februar 1965 in Esternberg, Ordensname: Medardus O.R.C.) war ein österreichischer Pädagoge, Musikfunktionär und Autor.

## Leben
Munninger wuchs als Sohn eines Lehrers und einer Postmeisterin in St. Georgen an der Gusen auf. Er besuchte das Staatsgymnasium in Linz, dann die Infanteriekadettenschule Innsbruck, um nach dem Ersten Weltkrieg kurz in der Volkswehr zu dienen. Zwischen 1920 und 1922 besuchte er die Lehrerbildungsanstalt in Linz. In dieser Zeit kam er mit dem Nationalsozialismus und der DNSAP um Walter Riehl in Kontakt. Zwar ist eine Mitgliedschaft in dieser nicht dokumentiert, Munninger widmete sich jedoch in den Folgejahren nach eigenen Angaben der Gründung und dem Aufbau deutschnationaler Organisationen. Zum 4. März 1927 trat er der NSDAP Österreichs – Hitlerbewegung bei (Mitgliedsnummer 53.290), stellte allerdings August 1934 seine Beitragszahlungen für die nun illegale Partei ein, spätere Anträge auf Wiederaufnahme in die Partei nach 1938 wurden abgelehnt, weil er "in moralischer Hinsicht untragbar war".
Er war Volksschullehrer u. a. in Lambrechten (1927 bis 1931), nach einer Versetzung aus politischen Gründen 1934 in St. Georgen an der Gusen, nach einer Suspendierung 1936/37 in Kopfing, wo er 1939 zum Schulleiter bestellt wurde.
1933 eröffnete Munninger in Katsdorf einen Musikalienhandel. 1935 schrieb er mit Die Beichte des Ambros Hannsen einen historischen Roman zur Thematik der Bauernkriege (Martin Aichinger), der u. a. im Blut-und-Boden-Verlag erschien.
Kurze Zeit nach dem „Anschluss“ verlor er sämtliche Ämter in Partei und Gemeinde und wurde als Lehrer suspendiert. Die NS-Justiz warf ihm moralisches Fehlverhalten, finanzielle Ungereimtheiten, frühere Kontakte zur Heimkehr sowie politischen Opportunismus vor. Manninger verlegte seinen Wohnsitz zeitweise nach Melk, später arbeitete er als Lehrer in Gänserndorf. Er zog 1942 in die Burg Krempelstein in Esternberg im Innviertel, die er bereits 1937 gepachtet und von 1938 bis 1942 mit Hilfe von Hans Vogt zu einer Pension und Künstlerherberge ausgebaut hatte. Nach Kriegsende führte er ab 1947 den Pensions- und Gastbetrieb in den Sommermonaten weiter, hauptsächlich als Ausflugslokal und Weinstube. Munninger, der sich mit Ordensnamen Bruder Medardus nannte, gründete dort 1952 den Antiquus Arcanus Ordo Rosae Rubeae Aureae Crucis (AAORAC). Bis 1965 trafen sich dort auch Rosenkreuzer.

### Tätigkeiten in der Volksmusik-Szene
Ab 1928 setzte er sich gemeinsam mit Karl Moser für die Schaffung eines Dachverbandes der Nicht-Berufsmusiker Oberösterreichs ein, der schließlich 1929 als Bund der Nichtberufsmusiker Oberösterreichs gegründet wurde und sich u. a. die Fortsetzung der von Munninger gegründeten Oberösterreichischen Musikzeitung als Alpenländischer Musikerzeitung (erschien 1930 bis 1935), die Einführung eines Mitgliedsbeitrages, die Umsetzung eines Wanderlehrersystems bzw. einer Kapellmeisterschule sowie die Bewertung von musikalischen Neuerscheinungen als Ziel setzte. 1929 lud der Verband zu einem ersten „Landes-Preisspiel“ nach Ried im Innkreis, 1930 folgen 54 Kapellen dem Ruf zum Landesmusikfest. 1933/1934 organisierte er den ersten österreichweiten Kapellmeisterkurs. Diese Unternehmung wurde nach dem Juliputsch verboten.
Munninger leitete zu Beginn der 1930er-Jahre die Arbeitsgemeinschaft sämtlicher Blasmusikverbände, die trotz behördlicher Genehmigung aus finanziellen Gründen nie zur Bildung eines Reichsverbandes der Nicht- und Nebenberufsmusiker Österreichs führte. 1931 initiierte er gemeinsam mit Anton Moser in Kitzbühel die Gründung des Reichsverbandes österreichischer Volksmusik, der 1935 mit rund 60.000 Mitgliedern in 1.800 Musikkapellen die führende Organisation im Blasmusikbereich war. Der von ihm mitbegründete Dachverband wurde 1938 nach dem Anschluss Österreichs aufgelöst. 1939 wurde er Landschaftsleiter für die Ostmark und stand dem Musikwesen in der Ostmark vor.

## Werke
- Österreichisches Musiker-Jahrbuch (Hrsg.). Linz 1930 bis 1935
- Die Beichte des Ambros Hannsen – Ein Roman aus der Riedmark um 1635. Verlag Blut und Boden, Goslar 1937 (bis 1943 drei weitere Auflagen[13], zuletzt bei Ovilava-Libri, Wels 1984, ISBN 3854100418)
- Pflege und Forschung der pansophischen Weltanschauung im Sinne und in Fortführung der universellen Gedanken des Rosenkreuzers Ruprecht von Moosheim im Geiste eines paneuropäischen Kulturbundes, 1939
- Die Burg – Eduard Munninger von Mysterium, Weisheit, Kunst, Publikationsorgan des AAORRAC, (1955 bis 1963)
- Zur Gründung des Ordens vom Rosenkreuz AAORRAC, in: Mensch und Schicksal, 6. Jahrgang, Nr. 22
- Großes Rosenkreuzer Manifest: AAORRAC – Der Alte Orden vom Rosenkreuz. Selbstverlag, 1954
- Burg Krämpelstein. Ein heimatkundlicher Beitrag von Eduard Munninger. Selbstverlag. Schärding 1956